# 小佩斯蒂舒鄉
45°48′N 22°53′E / 45.800°N 22.883°E
小佩斯蒂舒鄉（羅馬尼亞語：Comuna Pestișu Mic, Hunedoara），是羅馬尼亞的鄉份，位於該國西部，由胡內多阿拉縣負責管轄，面積51平方公里，海拔高度301米，2007年人口1,205，人口密度每平方公里24人。